# Vela nos Jogos Olímpicos de Verão da Juventude de 2010 - Byte CII masculino
As competições da classe Byte CII masculino nos Jogos Olímpicos de Verão da Juventude de 2010 foram disputadas entre os dias 17 e 25 de agosto no Centro Nacional de Vela, em Singapura. 29 atletas participaram deste evento.
Inicialmente, estavam previstas dezesseis regatas antes da regata decisiva, porém, devido às más condições do tempo, apenas onze foram efetivamente realizadas, além da regata da medalha. Cada atleta teve o direito de descartar seus dois piores resultados.

## Medalhistas
| Ouro   | ISV Ian Barrows      |
| Prata  | GER Florian Haufe    |
| Bronze | AHO Just van Aanholt |

## Resultados
A regata M é a regata que valeu medalha.
| Pos.              | Atleta                      | Regata | Regata | Regata | Regata | Regata | Regata | Regata | Regata | Regata | Regata | Regata | Regata |     | Pontos perdidos |
| Pos.              | Atleta                      | 1      | 2      | 3      | 4      | 5      | 6      | 7      | 8      | 9      | 10     | 11     | M      |     | Pontos perdidos |
| ----------------- | --------------------------- | ------ | ------ | ------ | ------ | ------ | ------ | ------ | ------ | ------ | ------ | ------ | ------ | --- | --------------- |
| Medalha de ouro   | ISV Ian Barrows             | OCS    | 5      | 8      | 12     | 2      | 6      | 4      | 5      | 8      | 2      | 1      | 3      | 44  |                 |
| Medalha de prata  | GER Florain Haufe           | DSQ    | 6      | 7      | 9      | 4      | 1      | 7      | 9      | 3      | 7      | 10     | 7      | 60  |                 |
| Medalha de bronze | AHO Just van Aanholt        | 2      | 1      | 4      | 7      | 19     | 20     | 21     | 12     | 5      | 3      | 8      | 1      | 62  |                 |
| 4                 | FIN Kaarle Tapper           | 8      | 3      | 3      | 20     | 1      | 10     | 11     | 8      | 14     | 9      | 2      | 11     | 66  |                 |
| 5                 | UKR Pavlo Babych            | 21     | 13     | 15     | 8      | 10     | 24     | 2      | 7      | 1      | 8      | 4      | 4      | 72  |                 |
| 6                 | BER Owen Siese              | 18     | 2      | 2      | 11     | 12     | 8      | 8      | 6      | 9      | 4      | 11     | 13     | 74  |                 |
| 7                 | SIN Darren Wong Loong Choy  | 10     | 7      | 24     | 2      | 9      | 3      | 3      | 4      | 15     | 13     | 18     | 12     | 78  |                 |
| 8                 | ESP Marti Llena             | 7      | 17     | 1      | 15     | 6      | 7      | 17     | 2      | 21     | 6      | 19     | 9      | 87  |                 |
| 9                 | ITA Marco Benini            | 3      | 12     | 16     | 22     | 5      | 4      | 15     | 1      | 12     | 18     | 24     | 6      | 92  |                 |
| 10                | POR Gonçalo Pires           | 1      | 8      | 14     | 5      | 16     | 14     | 26     | 11     | 16     | 11     | 3      | 17     | 100 |                 |
| 11                | NOR Harald Faeste           | 6      | 15     | 6      | 4      | 13     | 5      | 13     | 18     | 19     | 19     | 13     | 10     | 103 |                 |
| 12                | SLO Zan Luka Zelko          | 9      | 14     | 17     | 16     | 11     | 2      | 20     | 16     | 13     | 14     | OCS    | 2      | 114 |                 |
| 13                | CHN Wang Zili               | 5      | 24     | 12     | 1      | 15     | 26     | 22     | 24     | 2      | 5      | 6      | 23     | 115 |                 |
| 14                | AUS Mark Spearman           | 4      | 16     | 18     | 14     | 8      | 13     | 6      | 10     | 26     | 17     | 12     | 15     | 115 |                 |
| 15                | NZL Jack Collinson          | 16     | 4      | 5      | 19     | 14     | 27     | 1      | 21     | 18     | 16     | 7      | 24     | 124 |                 |
| 16                | DOM Eduardo Ariza           | 11     | 25     | 20     | 21     | 21     | 11     | 9      | 14     | 6      | 15     | 14     | 5      | 126 |                 |
| 17                | BRA Alexander Elstrodt      | 24     | 11     | 10     | 6      | 18     | 17     | 5      | 23     | 4      | 24     | 17     | 16     | 127 |                 |
| 18                | MAS Muhamad Amirul Jais     | 12     | 9      | 21     | 13     | 17     | 16     | 12     | OCS    | 20     | 12     | 5      | 18     | 134 |                 |
| 19                | HUN Peter Batho             | OCS    | 18     | 26     | 3      | 7      | 9      | 18     | 3      | 17     | 25     | OCS    | 14     | 140 |                 |
| 20                | THA Supakon Pongwichean]    | 17     | 10     | 22     | 17     | 3      | 12     | 10     | 19     | 25     | 27     | 23     | 8      | 141 |                 |
| 21                | ARG Juan Ignacio Biava      | 14     | 20     | 23     | 18     | 20     | 18     | 27     | 17     | 10     | 1      | 9      | 19     | 146 |                 |
| 22                | SUI Sebastien Schneiter     | 22     | 21     | 11     | 10     | 25     | 19     | 16     | DSQ    | 7      | 10     | 21     | 20     | 157 |                 |
| 23                | TUR Alp Rodopman            | 15     | 19     | 9      | 25     | 22     | 15     | 25     | 13     | 23     | 28     | 25     | 21     | 187 |                 |
| 24                | COK Aquila Tatira           | 23     | 23     | 13     | 27     | 26     | 22     | 19     | 15     | 28     | 23     | 15     | 25     | 204 |                 |
| 25                | MON Massimo Mazzolini       | 20     | 22     | 19     | 26     | 29     | 21     | 28     | 22     | 11     | 20     | OCS    | 29     | 218 |                 |
| 26                | LTU Valerij Ovcinnikov      | 13     | 29     | 29     | 23     | 28     | 23     | 14     | 26     | 24     | 22     | 22     | 28     | 223 |                 |
| 27                | UAE Saif Ibrahim Al Hammadi | 25     | 27     | 28     | 24     | 24     | 25     | 23     | 20     | 22     | 21     | 20     | 27     | 231 |                 |
| 28                | CUB Lester Luis Martinez    | 26     | 26     | 25     | 28     | 23     | 28     | 24     | 25     | 27     | 26     | 16     | 22     | 240 |                 |
| 29                | TUN Anis Elmjid             | 19     | 28     | 27     | 29     | 27     | 29     | 29     | 27     | DNF    | 29     | RAF    | 26     | 270 |                 |

### Legenda
- OCS – On the Course Side of the starting line
- DSQ – Desclassificado (Disqualified)
- DNF – Não completou (Did Not Finish)
- DNS – Não largou (Did Not Start)
- BFD – Desclassificado por bandeira preta (Black Flag Disqualification)
- RAF – Aposentou-se ao fim da competição (Retired after Finishing)